# Corazon Agrava
Corazon Juliano-Agrava (Manilla, 7 augustus 1915 – Quezon City, 1 oktober 1997) was een Filipijnse rechter. Ze werd in 1954 als tweede vrouw ooit benoemd als rechter van een Court of First Instance. Ze was daarna nog president van de Rechtbank voor Jeugd en Binnenlandse Zaken in Manilla. In 1977 werd ze benoemd als rechter van het Hof van Beroep.

## Biografie
Corazon Agrava werd geboren als Corazon Juliano op 7 augustus 1915 in de Filipijnse hoofdstad Manilla. Haar ouders waren Cenona Buenaventura en Francisco Buencamino Juliano. Agrava studeerde aan de University of the Philippines en behaalde daar een Bachelor of Arts en in 1938 een Bachelor-diploma rechten. Ze richtte de UP Women Lawyers Circle (WILOCI) op en was zes jaar president van deze organisatie. Ook was ze actief in diverse andere maatschappelijke en culturele organisaties, waaronder de Women Rights Movement of the Philippines, de Philippine Association of University Women, de National Civic Assembly of Women en U.P. Alumni Association. In 1954 werd ze als tweede vrouw ooit benoemd, na Cecilia Munoz-Palma, tot rechter van een Court of First Instance. In 1959 was ze de eerste vrouwelijke examinator bij het toelatingsexamen van de Filipijnse balie. Ze was daarna nog president van de Rechtbank voor Jeugd en Binnenlandse Zaken in Manilla. In 1977 werd ze als tweede vrouw ooit benoemd tot rechter van het Hof van Beroep.
Agrava kreeg wereldwijde bekendheid toen ze in 1984 door president Ferdinand Marcos werd benoemd als voorzitter van een commissie die onderzoek moest doen naar de toedracht van de moord op oppositieleider Benigno Aquino jr. in 1983. De conclusie van de commissie-Agrava was dat bewezen werd geacht dat Aquino niet was vermoord door de communistische huurmoordernaar Rolando Galman, zoals was beweerd door het Filipijnse leger, maar door enkele Filipijnse militairen. De Agrava-commissie kon het echter niet eens worden bij het beantwoorden van de vraag of ook de hoogste militaire baas en vertrouweling van Marco, generaal Fabian Ver, betrokken was geweest bij de moord. In het officiële rapport werden 7 militairen, onder wie brigadier-generaal Luther Custodio genoemd. Een apart rapport van de vier overige leden van de commissie, zonder medewerking van Agrava, ging verder dan dat en noemde daarnaast 18 andere militairen, onder wie majoor-generaal Prospero Olivas en generaal Ver. De conclusies van de commissie-Agrava, en zeker het meer verregaande rapport, brachten Marcos in ernstige problemen en dwongen hem ertoe om Ver tijdelijk op non-actief te stellen. Later zou Ver echter worden vrijgesproken door de rechtbank en zijn positie als commandant van de Filipijnse strijdkrachten weer innemen.
Agrava overleed op 1 oktober 1997 op 82-jarige leeftijd, in Quezon City door hartfalen.